# 语义互操作性
语义互操作性，又称为语义协同工作能力或者语义互用性，是互操作性的一种层次。IEEE（Institute of Electrical & Electronic Engineers，电气与电子工程师协会）对互操作性做出了如下定义：
两个或多个系统或组成部分之间交换信息以及对所已经交换的信息加以使用的能力

从IEEE的上述定义来说，语义互操作性就是指两个或多个系统或组成部分之间对所已经交换的信息加以使用的能力。
对于旨在真正实现互操作性的任何工作而言，语义互操作性都不可或缺。数据交换至少要涉及到两个计算机系统参与方：即发送方计算机系统和接受方计算机系统。数据交换旨在为所有的参与方计算机系统，或者交换双方或其中之一带来有用的结果。不过，这些参与方计算机系统的所有用户事先已经就有关何谓有用结果的规定达成了一致意见。只有当参与方计算机系统之间所交换的数据能够得到对方正确处理和使用的情况下，才能称为实现了语义协同工作能力。